# Рос, Ангель
Ангель Рос и Доминго (исп. Àngel Ros i Domingo; род. 9 августа 1952, Льейда) — испанский политический и государственный деятель. Мэр города Льейда в 2004—2018 годах. Посол Испании в Андорре с 2018 года.

## Биография
Родился 9 августа 1952 года в Льейде. Получил базовое академическое образование в колледже Монтсеррат (Льейда), а затем в Институте Мариуса Торреса.
Имеет степень в области физических наук Барселонского университета. Магистр информатики Мадридского политехнического университета. Работал в испанском отделении IBM.
Будучи студентом, вступил в ряды каталонских социалистов. Является основателем, секретарем и президентом Федерации ассоциаций добрососедства Льейды.
8 января 2004 года был избран мэром Льейды, сменив на данном посту Антони Сиурану, который после 22 лет на посту градоначальника перешёл на работу в женералитет Каталонии.
В 2014 году возглавил Социалистическую партии Каталонии.